# Niue High School Oval
Le Niue High School Oval, également connu sous le nom de Paliati Grounds, est le principal stade de l'île de Niue (servant principalement pour le football et le rugby à XV), situé dans la ville d'Alofi, la capitale du pays.
Ce stade compte environ 1 000 places.

## Histoire
Il se trouve à côté du campus de l'Université du Pacifique Sud sur la route allant vers Liku, village situé de l'autre côté de l'île .
Il accueille les matchs à domicile de l'équipe nationale de football ainsi que les clubs de football du Alofi FC et du Talava FC.